# Oh, My Dad!!
Oh, My Dad!! (オー、マイ・ダッド!!?, Ō, Mai Daddo!!) è un dorama del 2013 prodotto e trasmesso da Fuji Television.

## Trama
Genichi Shinkai trascorre troppo tempo sul lavoro suscitando le ire della moglie Sayoko. Quando un giorno Genichi utilizza i soldi dell'affitto per comprare dei componenti per il laboratorio nel quale lavora la donna se ne va di casa lasciando al marito il compito di accudire al loro figlio Kota.